# Al-Kastal (Palestyna)
Al-Kastal (arab. ‏القسطل‎, hebr. ‏קַסְטֶל‎) – dawna palestyńska wieś, która była położona w Dystrykcie Jerozolimy w Mandacie Palestyny. Wieś została wyludniona i zniszczona podczas wojny domowej w Mandacie Palestyny, po ataku żydowskiej organizacji paramilitarnej Hagana, 3 kwietnia 1948.

## Położenie
Al-Kastal leżała wśród Wzgórz Judzkich, na zachód od miasta Jerozolima. Według danych z 1945 roku do wsi należały ziemie o powierzchni 1446 ha. We wsi mieszkało wówczas 90 osób.
| Własność gruntów | Powierzchnia gruntów [ha] |
| ---------------- | ------------------------- |
| Arabowie         | 1 415                     |
| Żydzi            | 7                         |
| publiczne        | 24                        |
| Razem            | 1 446                     |

| Rodzaj użytkowanych gruntów | Arabowie [ha] | Żydzi [ha] |
| --------------------------- | ------------- | ---------- |
| uprawy nawadniane           | 169           | 0          |
| uprawy zbóż                 | 42            | 0          |
| nieużytki                   | 1 223         | 7          |
| zabudowane                  | 5             | 0          |

## Historia

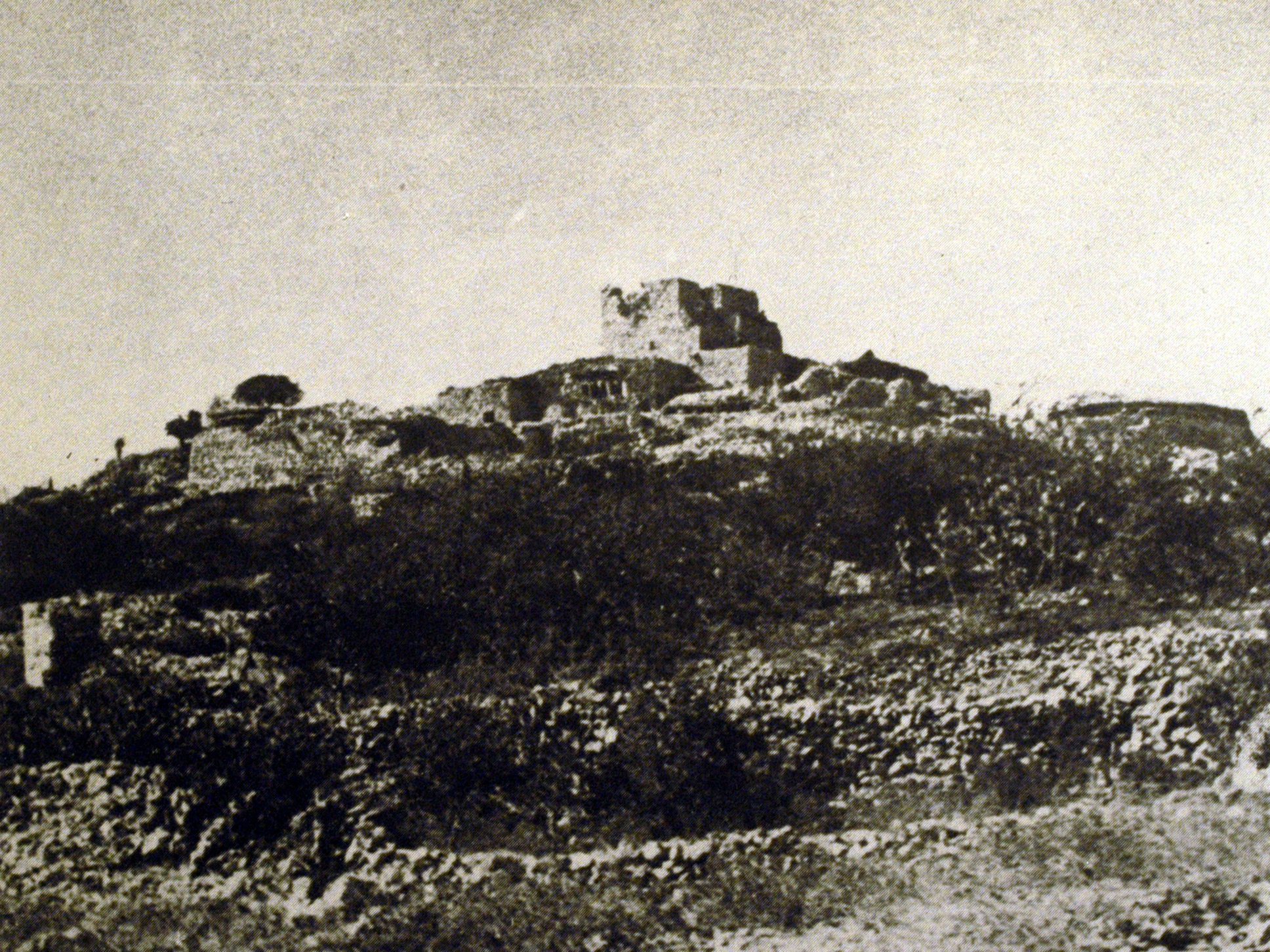
Wzgórze Kastal, 1948.

Ze względu na swoje strategiczne położenie przy drodze z Jerozolimy do nadmorskiej równiny Szaron i portów nad Morzem Śródziemnym, tutejsze wzgórza Gór Judzkich odgrywały ważną rolę już od starożytności. Znaczenie tego miejsca dobrze rozumieli Rzymianie, którzy wybudowali tutaj twierdzę znaną jako Castellum. Był to fort pełniący funkcję garnizonu wojskowego strzegącego bezpieczeństwa szlaku handlowego. Na jej ruinach krzyżowcy wybudowali zamek Castellum Belvoir (pol. Fort Pięknego Widoku). Jego ruiny przetrwały na szczycie wzgórza do czasów współczesnych. Po upadku krzyżowców pamięć o tym miejscu zniknęła z dokumentów historycznych. W XIX wieku pojawiłaa się niewielka arabska wieś al-Kastal istniejąca u podnóża wzgórza.
W wyniku I wojny światowej, w 1918 roku cała Palestyna przeszła pod panowanie Brytyjczyków, którzy utworzyli Mandat Palestyny. W okresie panowania brytyjskiego Al-Kastal była niewielką wsią.

Przyjęta 29 listopada 1947 roku Rezolucja Zgromadzenia Ogólnego ONZ nr 181 zakładała podział Palestyny na dwa państwa: żydowskie i arabskie. Plan podziału przyznawał obszar wioski al-Kastal państwu arabskiemu. Żydzi zaakceptowali plan podziału, jednak Arabowie doprowadzili dzień później do wybuchu wojny domowej w Mandacie Palestyny. Wieś al-Kastal ze strategicznym wzgórzem były siedzibą arabskiej milicji, która atakowała żydowskie konwoje jadące do Jerozolimy. Żydowskie siły Palmach kilkakrotnie bezskutecznie atakowały wieś. Dopiero przeprowadzony 3 kwietnia 1948 roku atak zakończył się zajęciem wioski, której mieszkańcy wcześniej uciekli. W kolejnych dniach doszło do bitwy o al-Kastal (3–9 kwietnia 1948 r.), podczas której zginął Abd al-Kadir al-Husajni, dowódca Armii Świętej Wojny. Arabowie odbili ruiny wioski i odzyskali ciało zabitego al-Husajniego, po czym opuścili al-Kastal. 9 kwietnia opuszczoną wieś ponownie zajęły siły Palmach. Wysadzono wówczas wszystkie domy wioski, a ruiny zamku przekształcono w ufortyfikowaną pozycję obronną. Walki te toczono w ramach żydowskiej operacji Nachszon. Podczas I wojny izraelsko-arabskiej wzgórze al-Kastal stało się celem ataków jordańskiego Legionu Arabskiego i urosło do rangi symbolu wojny.

## Miejsce obecnie
Na gruntach należących do wsi powstała w 1951 roku żydowska osada Mewasseret Cijjon. Palestyński historyk Walid Chalidi tak opisał pozostałości al-Kastal:

Południowe, północne i wschodnie stoki wzgórza są pokryte kamiennym gruzem oraz pozostałościami kamiennych tarasów, porośniętych dzikimi trawami. Na szczycie góry znajdują się ruiny zamku. Na południowy zachód od twierdzy został wybudowany podziemny schron.